# Étienne Méhul

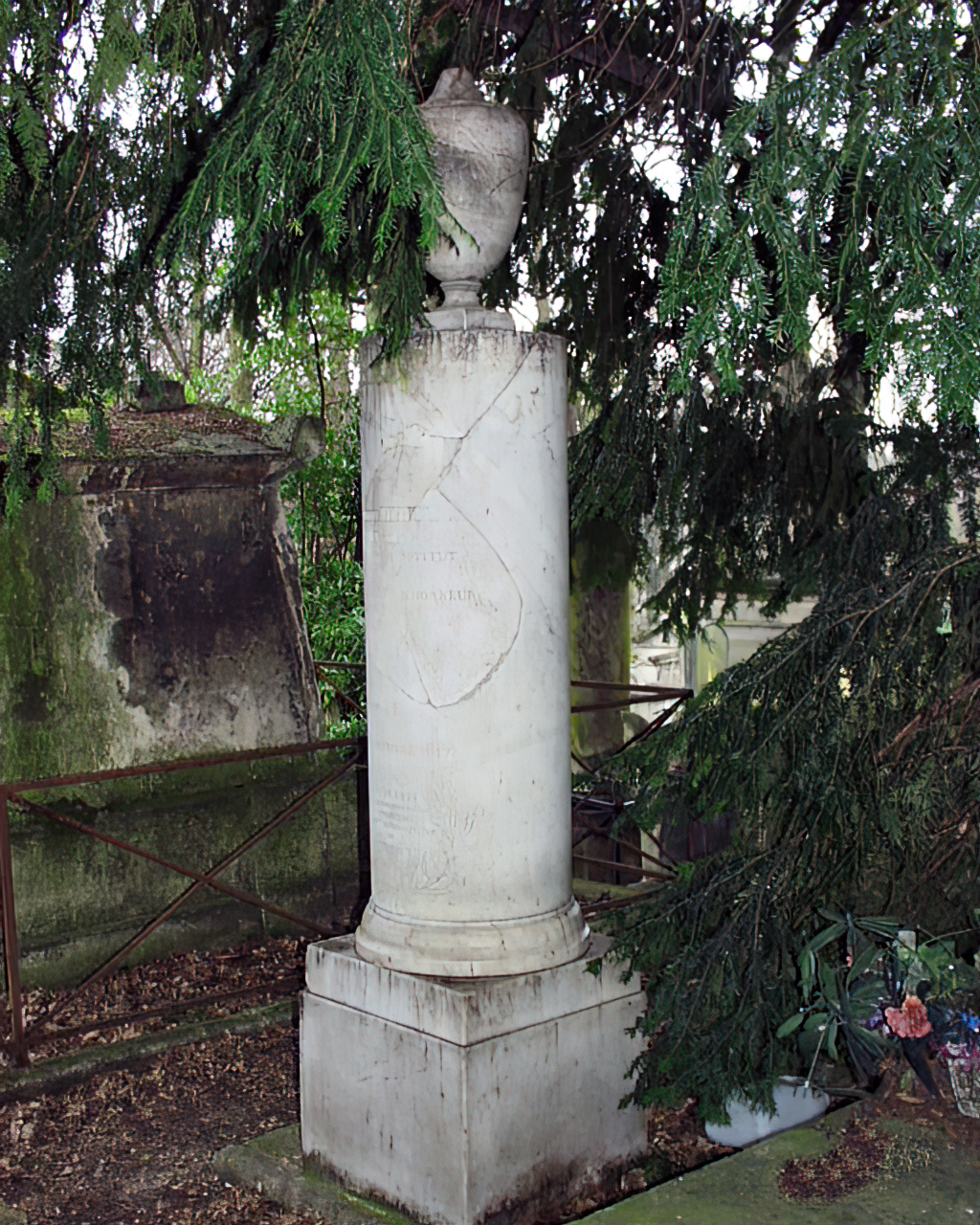
gôi mộ của ông ở Paris

Étienne Nicolas Méhul (1763-1817) là nhà soạn nhạc, nghệ sĩ đàn organ, nhà sư phạm người Pháp.

## Đôi nét về tiểu sử
Étienne Méhul lên 10 tuổi bắt đầu làm nghề chơi organ cho một tu viện. Năm 1778, Méhul chuyển đến Paris, học sáng tác với Jean-Frédéric Edelmann. Việc quen biết với Christoph Willibald Gluck sau đó đã có ảnh hưởng quan trọng tới quá trình sáng tác của Méhul. Đầu thập niên 1780, Méhul bắt đầu sáng tác opera. Khi thành lập Nhạc viện Paris, ông được trao chứ thành tra giáo dục của nhạc viện này và dạy ở đó từ năm 1793 đến năm 1815. Từ năm 1803, ông trở thành viện Viện Pháp quốc. Ngoài ra, ông còn tham gia việc tổ chức những lễ hội của cuộc Cách mạng Pháp, viết các bản hành khúc, ca khúc và cantata.

## Phong cách sáng tác
Étienne Méhul đã truyền sức mạnh kịch tính cho thể loại opera hai.

## Những tác phẩm
Étienne Méhul đã viết:
- Hơn 30 vở opera, nổi lên là:

- Euphrosine và Coradin

- Joseph (1807)

- Các bản giao hưởng
- Những vở ballet
- Các bản cantata
- một bản mixa
- Các ca khúc

## Danh mục tác phẩm

### Piano
- 3 Sonates for Piano, op. 1 (1783)
- 3 Sonates for Piano, op. 2 (1788)

### Sáng tác cho dàn nhạc
- Ouverture burlesque (1794)
- Ouverture pour instruments à vent (1794)
- Symphony in C (1797, only parts are surviving)
- Symphony No.1 in G minor (1808/09)
- Symphony No.2 in D major (1808/09)
- Symphony No.3 in C major (1809)
- Symphony No.4 in E major (1810)
- Symphony No.5 (1810, only a first movement survives)

### Thanh nhạc
- Chant du départ (1794)
- Chant des victoires (1794)
- Messe Solennelle pour soli, chœurs et orgue (1804)
- Chant du retour pour la Grande Armée (1808)
- Chant lyrique pour l'inauguration de la statue de Napoléon (1811)

### Ballets
- Le jugement de Pâris (1793)
- La dansomanie (1800)
- Persée et Andromède (1810) (together with music by Haydn, Paer and Steibelt)

### Âm nhạc cho kịch
- Timoléon (by Marie-Joseph Chénier)
- Les Hussites (by Alexandre Duval)

## Đĩa hát
- The Complete Symphonies (Symphonies No.1-No.4). Lisbon Gulbenkian Foundation Orchestra, Michel Swierczewski (including the Ouvertures La Chasse du jeune Henri and Le Trésor supposé), Nimbus Records, 1992
- Symphonies Nos 1 and 2. Les Musiciens du Louvre, Marc Minkowski, Erato/Apex, 2003
- Overtures: Mélidore et Phrosine; Ariodant; Joseph; Horatius Coclès; Bion; Le jeune sage et le vieux fou; Le trésor supposé; Les deux aveugles de Tolède; La chasse du jeune Henri. Orchestre de Bretagne/ Stefan Sanderling, ASV, 2003
- Stratonice. Petibon/Beuron/Lescoart/Daymond, Corona Coloniensis, Cappella Coloniensis, William Christie, Erato 1996
- Joseph (bằng tiếng Pháp): Natalie Dessay, soprano; Brigitte Lafon, mezzo-soprano; Laurence Dale, Antoine Normand, Philippe Pistole, tenors; René Massis, baritone; Frédéric Vassar, Philippe Jorquera, basses; Abbi Patrix, speaker; Ensemble choral "Intermezzo"; Orchestre régional de Picardie "Le Sinfonietta"; Claude Bardon, conductor. Chant du monde, c. 1989.
- Joseph (as Joseph in Aegypten), two versions of the work in German both recorded in 1955: (a) Alexander Welitsch/Libero di Luca/ Horst Guenter/Ursula Zollenkopf, Symphony Orchestra and Choir of NWDR, Wilhelm Schüchter; (b) Alexander Welitsch/Josef Traxel/Bernhard Michaelis/Friederike Sailer, Stuttgart Radio Symphony Orchestra, Südfunk-Chor, Alfons Rischner. Gala, 2004.
- La Chasse du jeune Henri, Le Trésor supposé and Timoléon Royal Philharmonic Orchestra/Sir Thomas Beecham, Sony, 2002.
- L'Irato Turk/Auvity/Courtin/Buet/Chamber Choir Bonn, L'arte del mondo, Walter Ehrhardt, Capriccio, 2006.
- Piano Sonatas opp. 1 (nos. 1-3) & 2 (nos. 4-6). Brigitte Haudebourg, piano. Arcobaleno, c. 1990.
- Le chant du départ; Chant Funèbre à la Mémoire de Féraud; Hymne pour la Fête des Epoux; Ouverture. Edwige Perfetti, soprano; Tibère Raffali, Christian Papis, tenors; Gilles Cachemaille, baritone—Orchestre d'Harmonie des Gardiens de la Paix de Paris; Claude Pichaureau, conductor—Chœur de l'Armée Française; Serge Zapolski, chorus-master—Chorale a Chœur Joie la Gondoire; Daniel Catenne, chorus-master—Chorale Populaire de Paris; Jean-Claude Chambard, chorus-master. Musifrance, n.d.
- Chant national du 14 juillet 1800; Hymne à la raison; Le chant du départ Chœur et Orchestre du Capitole de Toulouse; Michel Plasson, conductor. EMI, 1990.